# Labeo trigliceps
Labeo trigliceps är en fiskart som beskrevs av Pellegrin 1926. Labeo trigliceps ingår i släktet Labeo och familjen karpfiskar. IUCN kategoriserar arten globalt som sårbar. Inga underarter finns listade i Catalogue of Life.